# Fra vår til høst
Fra vår til høst, Digte af Nils Collett Vogt is een verzameling liederen gecomponeerd door Christian Sinding. Het zijn toonzettingen van gedichten van Nils Collett Vogt, die in 1896 gebundeld waren onder dezelfde titel (originele titel Fra vaar til høst; vertaald Van lente naar herfst).  De tien liederen werden verdeeld over twee liedboeken. Slechts twee liedjes uit deze bundel zijn in 2013 verkrijgbaar (opus 36.3 en 36.7). Sinding was eerst van plan de teksten te gebruiken voor een werk voor koor en orkest. Volgens hem lieten de teksten dat niet toe, ze waren te “licht”.
Het zijn tien liederen:
1. Sid ikke (tempo di marcia)
2. Det var engang (allegretto)
3. Og der gik dage (andante)
4. Dog hvad var verden (andantino)
5. Ungdom, Skjonhed (allegretto)
6. Sindet sodmefyldt og ungt (andante)
7. Det er sommerkvaeld som da (andante)
8. Det unge, brusende foraar (allegretto)
9. Alt var dig (andante)
10. I en syg stund (andante)

Ongeveer gelijktijdig gebruikte de eveneens Noorse componist Sigurd Lie een aantal gedichten van Nils Collett Vogt. Daarbij vindt overlapping plaats bij bijvoorbeeld lied 7 uit bovenstaande lijst.